# Thonny
Thonny (/ˈθɒni/ THON-ee)是一款免费且开源的Python集成开发环境，专门为初学者设计，由爱沙尼亚的一位程序员Aivar Annamaa编写。它支持以不同的单步调试、分步计算表达式、调用堆栈的详细可视化以及解释引用和堆概念的模式。

## 功能
- 行号
- 单步执行无断点的语句
- 实时显示调试时变量的值
- 单步执行表达式的计算（表达式被其值替换）
- 用于执行函数调试的单独窗口（解释局部变量和调用堆栈）
- 变量和内存可以通过使用简化的模型或使用更真实的模型来解释
- 简单的pip图形化界面
- 支持CPython和MicroPython
- 支持通过SSH在远程设备上运行与管理文件
- 记录用户作以重播或分析编程过程

## 可用平台
该软件在Windows、macOS与Linux上工作，以二进制捆绑包的形式提供，包括最新的Python解释器或pip安装的软件包。它可以通过操作系统的包管理工具在Debian、树莓派、Ubuntu与Fedora上安装。它是由Python的Tkinter小部件工具包编写的。

## 接待
Thonny受到了Python和计算机科学教育社区的好评。
它已成为多个编程MOOC中的推荐工具。

自2017年6月起，它已默认包含在树莓派的官方作系统发行版Raspberry Pi OS中。

## 引用
1. ↑  . 2024年12月16日  [2024年12月28日].
2. ↑  Annamaa, Aivar. . . Koli, Finland: ACM: 117–121. 2015  [2025-06-08]. （原始内容存档于2019-06-01）.
3. ↑  Annamaa, Aivar. . . Vilnius, Lithuania: ACM: 343. 2015.
4. 1 2  .   [28 October 2018]. （原始内容存档于2022-05-20）.
5. ↑  . The MagPi Magazine.   [28 October 2018]. （原始内容存档于2019-07-22）.
6. ↑  . Fedora Magazine.   [28 October 2018].
7. ↑  . Python Package Index.   [28 October 2018]. （原始内容存档于2018-10-28）.
8. ↑  . JAXenter.   [28 October 2018].
9. ↑  . C'est la Z.   [28 October 2018]. （原始内容存档于2018-10-28）.
10. ↑  . ProjectCodeEd.   [28 October 2018]. （原始内容存档于2019-02-28）.
11. ↑  . Python Data Visualization MOOC by Rice University.   [28 October 2018].
12. ↑  . Programming MOOC by University of Tartu.   [28 October 2018]. （原始内容存档于2018-10-28）.
13. ↑  . Raspberry Pi blog.   [28 October 2018]. （原始内容存档于2018-10-28）.